# جنكيز خان (مسلسل 2004)
جنكيز خان مسلسل تلفزيوني صيني منغولي مبني على حياة جنكيز خان مؤسس إمبراطورية المغول في القرن 13. المسلسل بث لأول مرة في عام 2004 على تلفزيون الصين المركزي (CCTV) وعلى قناة KBS في كوريا الجنوبية في عام 2005، وفي العالم العربي بث على عدة قنوات بعد أن تمت دبلجته إلى اللغة العربية الفصحى.

## القصة
مسلسل تلفزيوني طويل من 30 حلقة ويصف الأحداث الرئيسية لحياة تيموجين، مؤسس إمبراطورية المغول في القرن 13 ملادي.